# محطة أبراج الإمارات (مترو دبي)
محطة أبراج الإمارات (بالإنجليزية: Emirates Towers)‏ هي محطة انتقال سريع على الخط الأحمر لمترو دبي في دبي.
سُميت باسم «أبراج الإمارات» التي هي مجمع مباني يحتوي على برج الإمارات للمكاتب وفندق أبراج الإمارات جميرا. ويحتل البرجان، اللذان يرتفعان إلى 355 مترا و309 متر على التوالي، المركز 42 و100 في قائمة أطول أبراج العالم. ويرتبط البرجان من خلال مجمع البيع بالتجزئة المكوّن من طابقين بمساحة 9000 متر مربع والمعروف باسم «البوليفارد».

## التاريخ
افتُتحت محطة أبراج الإمارات في 30 أبريل 2010 إلى جانب خمس محطات أخرى على طول الخط الأحمر الذي يعمل بالفعل، وتوسع غربًا إلى محطة ابن بطوطة، وهي أيضًا محطة جديدة.

## الموقع
تقع محطة أبراج الإمارات جنوب غرب المركز التاريخي لدبي، وتقع بين بر دبي والعديد من المشاريع الجديدة الأكبر في المدينة. إلى الشرق توجد أبراج الإمارات، وبذلك سميت المحطة. وقريبة أيضا من العديد من الفنادق.
تقع محطة مترو أبراج الإمارات على بعد 3 دقائق سيراً على الأقدام، وتوفر سهولة الوصول إلى المطار ومناطق الجذب الرئيسية الأخرى في دبي، مثل أبراج بحيرات الجميرا ودبي مول وبرج خليفة.
تبعد المحطة مسيرة 5 دقائق سيراً على الأقدام عن كل من فندق أبراج الإمارات ومتحف المستقبل (قيد الإنشاء) ومركز دبي المالي العالمي.

## تصميم المحطة
مثل العديد من المحطات الأخرى على الخط الأحمر، تقع المحطة على جسر موازٍ للجانب الشرقي من شارع الشيخ زايد. وهي مصنفة كمحطة من النوع الأول، جرى إعدادها بمدخل على مستوى الأرض ومنصتين جانبيتين مرتفعتين بمسارين.